# Antonio Draghi
Antonio Draghi (mezi 17. lednem 1634 a 16. lednem 1635 Rimini – 16. ledna 1700 Vídeň) byl italský barokní hudební skladatel, bratr skladatele a cembalisty Giovanniho Battisty Draghiho.

## Život a kariéra
Svou hudební kariéru začal jako chlapecký člen chóru v italské Padově. V roce 1657 se objevil na jevišti v opeře La fortuna di Rodope e di Damira, která byla uvedena v Benátkách. Roku 1658 se usadil ve Vídni a v císařské kapele Leopolda I. se od prostého člena přes kapelníka a intendanta dvorních divadel (1673) vypracoval až na vrchního dvorního kapelníka císařské kapely (1682).
Jako autor mimořádně velkého množství oper (172) dominoval divadelnímu životu ve Vídni i v rakouských provinciích. Kromě oper složil i řadu oratorií, kantát a dalších církevních i jiných hudebních děl. Během morové epidemie 1679-80 pravděpodobně navštívil s císařským dvorem i Prahu a uvedl zde tři oratoria a také první komickou operu v českých zemích La patienza di Socrate con due mogli (Sokratova trpělivost s dvěma ženami).

## Výběr z díla
- La Mascherata, 1666
- Gundeberga, 1672
- Turia Lucrezia, 1675
- Rodogone, 1677
- La patienza di Socrate con due mogli, (první komická opera provedená v Praze) 1680
- La magnanimità di Marco Fabrizio, 1695
- Svatováclavské oratorium Abelle di Boemia ovvero S. Wenceslaoo